# Нанді-варман I
Нанді-варман I (там. முதலாம் நந்திவர்மன்) — володар Паллавів.

## Життєпис
Син Сканда-вармана IV. Посів трон 475 або 485 року. Продовжив війну проти держави Кадамба, намагаючись взяти реванш за поразки батька. Але також зазнав поразки від дхармамагараджахіраджи Раві-вармана. Водночас вимушенбув вести війну проти династії Тірайярів на півдні. Загинув або помер під час цих військових кампаній.
Період його панування є суперечливим: раніше розглядалися 414—437 роки, тобто після панування Вішнугопа II. Але виявилося, що той ймовірніше правив напочатку VI ст. Тому натепер розглядаються дати 475/485—500 або 480—510 роки. Йому спадкував Кумаравішну II.